# Bataille de Sant Esteve d'en Bas
Guerre de la Ligue d'Augsbourg
Batailles
- Philippsbourg (1688)
- Sac du Palatinat (1689)
- Baie de Bantry (1689)
- Mayence (1689)
- Walcourt (1689)
- Fleurus (1690)
- Cap Béveziers (1690)
- La Boyne (1690)
- Limerick (1690)
- Staffarda (1690)
- Québec (1690)
- Coni (1691)
- Mons (1691)
- Leuze (1691)
- Aughrim (1691)
- La Hougue (1692)
- Namur (1692)
- Steinkerque (1692)
- Lagos (1693)
- Neerwinden (1693)
- La Marsaille (1693)
- Charleroi (1693)
- Saint-Malo (1693)
- Rivière Ter (1694)
- Palamós (1694)
- Camaret (1694)
- Texel (1694)
- Dieppe (1694)
- Bruxelles (1695)
- Namur (1695)
- Dogger Bank (1696)
- Carthagène (1697)
- Barcelone (1697)
- Baie d'Hudson (1697)

La bataille de Sant Esteve d'en Bas eut lieu le 10 mars 1695 sur le front catalan de la guerre de la Ligue d'Augsbourg. Elle opposa une colonne d'infanterie régulière française commandée par le brigadier Urbain Le Clerc de Juigné, gouverneur de Castellfollit de la Roca, ville voisine occupée par les Français, à seize compagnies de miquelets catalans et à plusieurs paysans armés, sous les ordres de Ramon de Sala i Saçala, viguier de la ville de Vic. Les troupes de Juigné menaient une expédition punitive pour incendier le village de Sant Esteve d'en Bas, dont les habitants avaient refusé de payer les contributions de guerre à l'armée française.
Cette bataille marque un revers significatif pour les forces françaises en Catalogne, renforçant la résistance locale et fragilisant durablement l'emprise française dans la région.

## Contexte

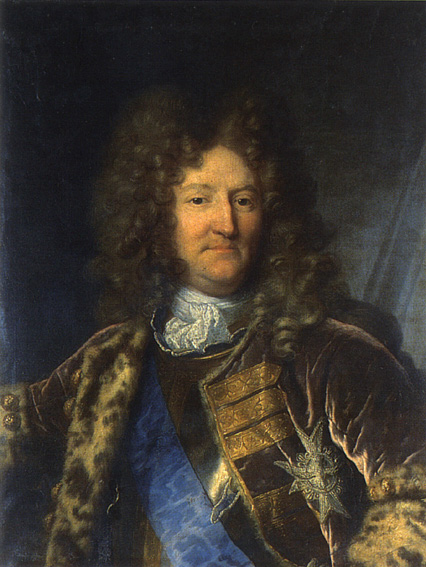
Portrait d'Anne Jules de Noailles par Hyacinthe Rigaud, 1691. Grenoble, Musée des Beaux-arts

La Catalogne fut l'un des principaux fronts de la Guerre de la Ligue d'Augsbourg. L'année précédant la bataille, le duc de Noailles, qui commandait l'armée française sur ce front, a battu l'armée espagnole à la bataille de Torroella, sur les rives du Ter. La France contrôle alors les ports de Roses, Palamós et Cadaqués ainsi que l'importante ville de Gérone,.
En 1695, des habitants des zones occupées par l'armée française refusent de payer des contributions de guerre. Une résistance s'organise en Catalogne et gagne en intensité. Au cours de l'hiver 1694-1695, notamment, les habitants de Calella ont repoussé une force punitive de 800 ou 1 000 soldats français de la garnison de Blanes et tué entre 60 et 100 d'entre eux. La milice catalane, les miquelets, tendait également des embuscades aux forces françaises depuis les bois et les hauteurs. L'un des chefs de la milice, le capitaine Ramon de Sala i Saçala, viguier de Vic, fut l'un des principaux acteurs de cette résistance. Fin décembre, il fut à l'origine de l'attaque d'un convoi vers la garnison française d'Hostalric, tuant 25 soldats français et faisant 25 prisonniers et, le 24 février, il combattit une compagnie de dragons français à Navata, tuant 7 d'entre eux et capturant 28 prisonniers et 32 chevaux.
Sant Esteve d'en Bas figurait parmi les villages qui refusait de payer la contribution de guerre française et celui-ci fut ainsi pillé par les garnisons françaises afin de les forcer à contribuer. Face au refus constant des populations, une force de 700 soldats fut dépéchée le 28 décembre pour arrêter les magistrats du village mais trouva le village abandonné. Il fut pillé à nouveau et deux prêtres furent emmenés comme otages.
En mars 1695, Monsieur de Saint-Sylvestre, gouverneur français de Gérone, ordonna au brigadier Juigné, commandant de la garnison de Castellfollit, de punir le village pour la troisième fois. Juigné se dirigea donc vers Sant Esteve d'en Bas, à la tête de 1 300 hommes choisis dans sa propre garnison et dans celles de Figueres, Banyoles et Besalú. Ces troupes étaient issues principalement du régiment allemand d'Alsace, des régiments suisses de Manuel et de Schellenberg, et du régiment français d'artillerie royale.

## Déroulé de la bataille

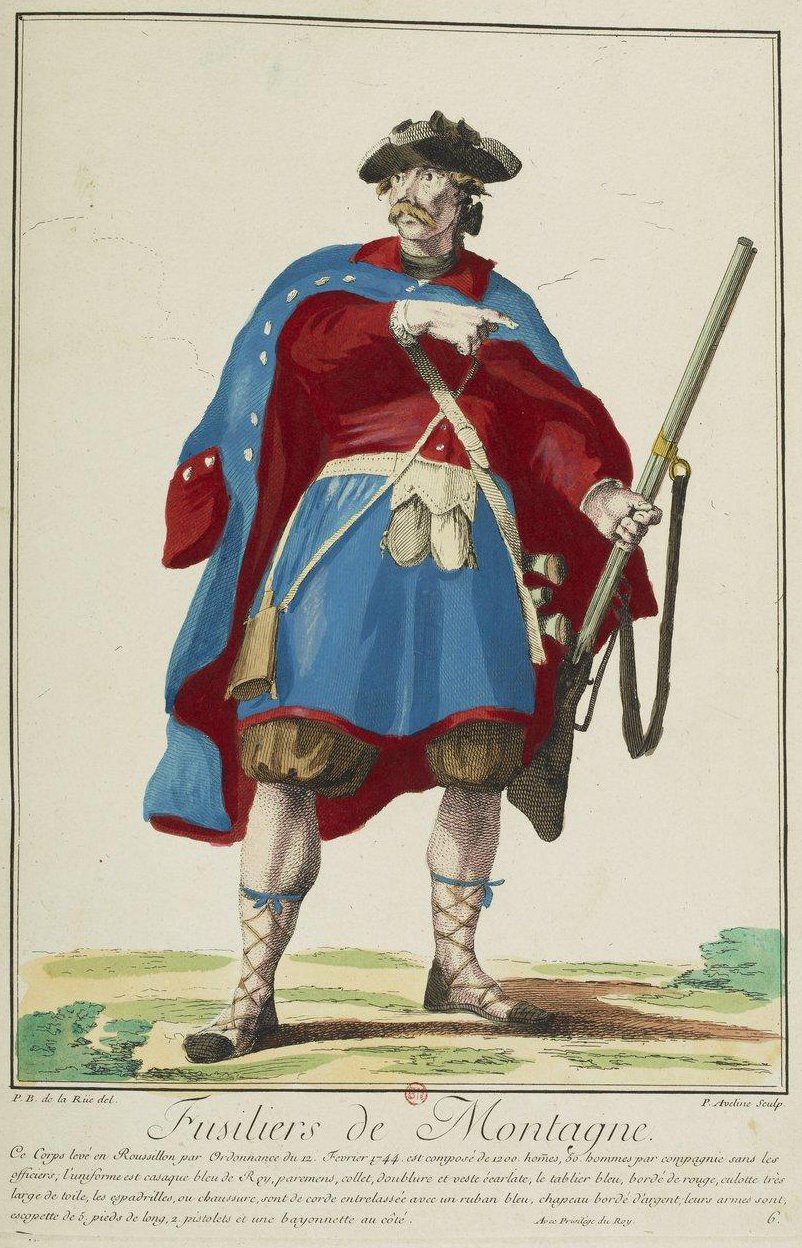
Un miquelet de Philibert-Benoît de La Rue

Le soir du 9 mars, les forces françaises quittèrent Castellfollit, marchèrent à quelque distance d'Olot et passèrent la nuit à la palanca de Cudella, un gué sur le Fluvià. À l'aube, des paysans et des miquelets les découvrent et envoient un avertissement au village de Sant Esteve d'en Bas. Femmes et enfants cherchent alors refuge dans les montagnes environnantes, tandis que les hommes se préparent à repousser la colonne française. Ils appelent également à l'aide le capitaine Ramon de Sala i Saçala qui se trouvait au village voisin de Sant Feliu de Pallerols, avec les capitaines Josep Mas de Roda et Pere Baliart i Teula, recrutant des hommes pour lever trois nouvelles compagnies de miquelets.
Pendant ce temps, Juigné atteint la Vall d'en Bas. –la vallée du Bas–, laissant une arrière-garde à El Mallol, et prend position sur la colline de Puigpardines. De là, il envoie un tiers de ses forces incendier Sant Esteve. Ramon de Sala, à la tête de huit compagnies de miquelets, et Pere Baliart, à la tête de huit autres, arrivent au village pour s'opposer aux forces françaises et les forcent à fuir vers la position de Juigné,.
Sur la colline de Puigpardines, Juigné était attaqué par un groupe de 80 paysans armés du somatén local – une sorte de milice – et l'arrivée des miquelets de Sala, Mas et Baliart le force à quitter sa position. Cependant, les forces françaises ne pouvant plus passer par le gué pour traverser le fleuve, Juigné décide de s'échapper vers Olot en traversant les bois de Malatosquera afin de rejoindre le pont de Sant Roc. Les forces de Juigné sont cependant rattrapés par Ramon de Sala qui divise ses forces en deux groupes de 300 hommes. Le premier groupe, commandé par Josep Mas de Roda, poursuit les troupes françaises et les attaque à travers les bois jusqu'au pont de Sant Roc. Au cours de ce combat, les forces de Juigné perdent 25 hommes et abandonnent une partie de leurs munitions.

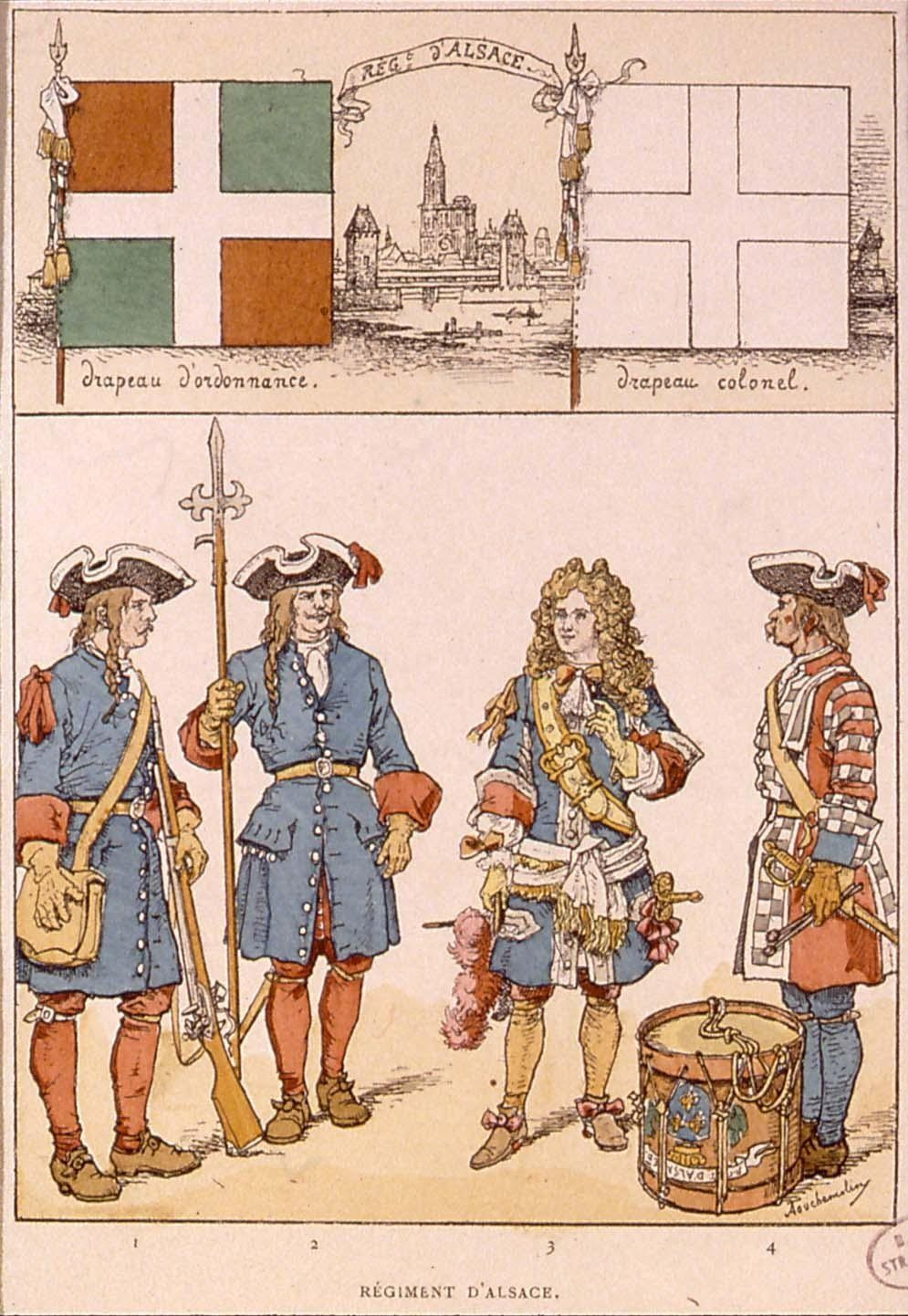
Grenadier, sergent, officier et tambour du régiment d'Alsace en 1696, par Alfred Touchemolin

La colonne française parvient néanmoins à prendre le contrôle du pont et commence à traverser vers la rive opposée du Fluvià lorsque les miquelets et les paysans armés tirèrent sur eux, tuant jusqu'à 70 soldats français. Plusieurs sources existent sur le déroulement de cet épisode. Selon Charles Sevin de Quincy, général d'artillerie français contemporain et historien militaire du règne de Louis XIV, le régiment de Juigné put se replier sur Olot en bon ordre. En revanche, l'historien catalan local du XIXe siècle Esteve Paluzie i Cantalozella affirma que les troupes françaises s'enfuirent en désordre, laissant 150 prisonniers aux Catalans, qu'ils emmenèrent à Sant Esteve d'en Bas sous escorte.
Arrivés à Olot, la majeure partie des troupes de Juigné prend position à l'intérieur du couvent d'El Carme, tandis que 90 soldats suisses de l'arrière se retranchent à l'intérieur de l'hôpital du village. Alors que les troupes suisses se rendent rapidement, le gros de la colonne française, avec Juigné lui-même, retranchés dans le couvent, resiste encore. Les miquelets et les paysans encerclent le bâtiment et réussissent à ouvrir une brèche dans ses murs avant d'être repoussés au corps à corps, causant deux morts et un blessé du côté catalan. Les hommes de Sala ouvrent ensuite une brèche dans le mur d'une chapelle et prennent à nouveau d'assaut le couvent, un assaut également repoussé par les Français qui étaient bien regroupés à l'intérieur. Sala ordonne enfin de mettre le feu aux portes du bâtiment ce qui causa une brêche, que les Français murent avec des pierres et des briques. Les Catalans réussissent toutefois à pénétrer dans le bâtiment en incendiant de grandes quantités de poix et de soufre sur les deux brèches qu'ils avaient ouvertes. Le feu et la fumée aveuglent et étouffent les soldats français qui se retirent dans le cloître du couvent. Juigné, grièvement blessé au cours du combat, se rend finalement après deux heures de combat.

## Suites
La reddition des troupes françaises se fit à la condition que les officiers ne soient pas dépouillés. Cependant, ils restèrent tous prisonniers de guerre. Juigné, avec 136 autres soldats blessés et un capitaine allemand, resta à Olot pour recevoir des soins médicaux, mais mourut peu après,. En définitive, les pertes françaises s'élevèrent à 251 ou 260 hommes tués – dont 30 officiers – et 826 prisonniers, contre 7 tués et 5 blessés du côté des miquelets catalans. Ces chiffres sont bien connus car l'intendant français de Gérone, René Desgrigny, écrivit une lettre aux magistrats d'Olot pour obtenir le nombre et le grade des prisonniers afin de les échanger dès que possible. Dans cette lettre, Desgrigny notait également que Juigné avait eu de la chance d'être mort car cette défaite lui aurait probablement coûté cher.
Les 690 prisonniers français indemnes furent d'abord conduits à Vic puis à Barcelone où ils arrivèrent le 15 mars. Leur entrée fut observée par une foule nombreuse et par le vice-roi espagnol, le marquis de Gastañaga.

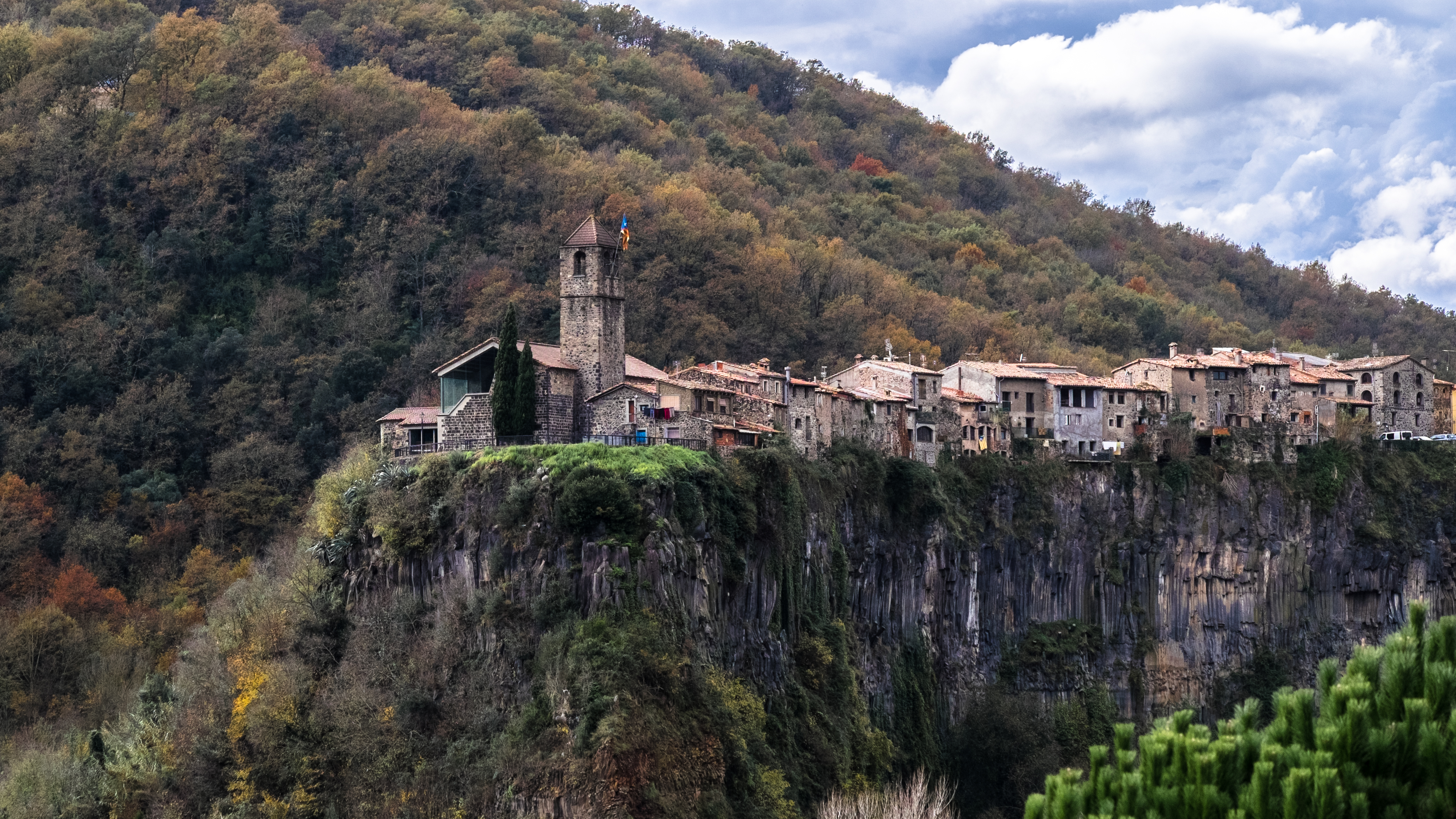
Vue de Castellfollit de la Roca en 2014

Dans les semaines qui suivirent la bataille, les troupes espagnoles et les milices locales augmentèrent la pression qu'elles exerçaient sur la garnison de Castellfollit. Le 5 avril, les miquelets catalans, soutenus par cinq compagnies de dragons et plusieurs paysans, battirent des troupes françaises de Berga et de Castellfollit, tuant 60 soldats et faisant 200 prisonniers. Le duc de Noailles, alors malade de rhumatismes, ordonna au lieutenant-général Saint-Sylvestre de rassembler un convoi de ravitaillement pour Castellfollit, qu'il mit sous une escorte de 2 000 fantassins et 600 cavaliers. Un corps de miquelets, de dragons espagnols et de paysans, dirigé par Blai de Trinxeria, attaqua et anéantit le convoi le 15 avril. Après cela, les garnisons françaises de Castellfollit et d'Hostalric subirent un redoutable blocus. Si un détachement de 8 000 fantassins et 3 000 cavaliers, dirigé par Saint-Sylvestre, parvient à libérer Hostalric de ce blocus le 19 mai, Castellfollit demeure bloqué.
La situation se paralisa en raison des désaccords entre Noailles et Saint-Sylvestre. Ce dernier prônait la démolion et l'abandon des deux villages tandis que Noailles refusait de céder du terrain.
Fin juin, Noailles fut remplacé, sur ordre de Louis XIV, par Louis-Joseph, duc de Vendôme. Le soulèvement des paysans contre l'armée française avait en effet été provoquée par ses accusations envers Saint-Sylvestre et d'autres officiers supérieurs, d'incompétence et de pillage à leur profit.
Le 8 juillet, Vendôme mena ainsi ses troupes devant Castellfolli et, face à la situation intenable de la garnison française qui avait expulsé sa population, mangé chevaux et mules, et qui était diminuée par les désertions, évacua la forteresse avant de la démolir. Après cela, l'armée française prit la route d'Hostalric et détruisit ses défenses, avant de retourner à Gérone le 28 juillet.